# Forcipomyia lui
Forcipomyia lui är en tvåvingeart som först beskrevs av Liu, Yan och Liu 1996.  Forcipomyia lui ingår i släktet Forcipomyia och familjen svidknott. Inga underarter finns listade i Catalogue of Life.